# David Bronstein
David Iónovich Bronstein, en ruso Дави́д Ио́нович Бронште́йн (Bila Tserkva, RSS de Ucrania, 19 de febrero de 1924-Minsk, Bielorrusia, 5 de diciembre de 2006) fue un Gran Maestro de ajedrez. Se proclamó campeón de la URSS en 1948 y 1949 y Subcampeón del Mundo de ajedrez en 1951.
Fue descrito como un genio creativo y un maestro táctico. Su obra demuestra que el ajedrez debe ser considerado un arte tanto como una ciencia.

## Carrera ajedrecística
Nació en Bila Tserkva, Ucrania,en el seno de una familia judía de modestos recursos. Aprendió ajedrez a los seis años de su abuelo. Siendo joven en Kiev, fue entrenado por el renombrado Maestro Internacional Alexander Konstantinopolsky. Su primer éxito en un torneo de categoría internacional llegó en el Interzonal de Saltsjobaden (1948), en el que se clasificó para el Torneo de Candidatos de 1950 en Budapest, superando a Isaak Boleslavski. En este período, su juego mejoró notablemente y en 1951 disputó frente a Mijaíl Botvínnik el encuentro por el Campeonato del Mundo.
Está considerado uno de los "campeones sin corona" (grandes jugadores que no alcanzaron el Campeonato del Mundo) junto con Paul Keres y Víktor Korchnói. Estuvo a punto de conseguir este objetivo cuando empató, con el resultado de 12-12, frente a Mijaíl Botvínnik, el poseedor del título. De acuerdo con las reglas de la FIDE, en caso de empate el campeón retenía el título. Bronstein fue llamado, jocosamente, "Campeón de medio mundo", tras el empate. Nunca volvió a estar tan cerca de lograrlo.
Ganó muchos torneos, entre los que destacan los Campeonatos de la URSS de 1948 (ex aequo con Aleksandr Kótov) y 1949 (ex aequo con Vasili Smyslov). Ganó seis veces el Campeonato de Moscú y representó a la URSS en las olimpiadas de ajedrez de 1952, 1954, 1956 y 1958, ganando en todas ellas medallas como jugador individual.      

## Bronstein contra la máquina
En 1963 David Bronstein recibe una invitación para jugar una partida contra el ordenador M-20 que había sido diseñado bajo la dirección de Serguéi Alekseevich Lébedev. Los programadores del Instituto de Matemáticas de Moscú le pidieron realizar una consulta para verificar una variante y probar la programación realizada en el M-20. 
Bronstein aceptó el reto y les regaló una dama de ventaja. La ventaja fue excesiva ya que perdió esa partida. Por lo que volvió a los ingenieros pero esta vez sin ventaja alguna. En la jugada 9 Bronstein sacrifica una torre para dar más posibilidad de juego a sus piezas. Realizó el movimiento 13.Dc4  el cual rompió los planes de la M-20 que no pudo responder en su tiempo, ni en el tiempo de su contrincante. Cuando el jefe de los programadores quiso aplazar la partida, Bronstein dijo que daba mate en 10 jugadas si hacia 14.Cxg5+. Se escribió la jugada y se guardó, La M-20 trabajó toda la noche y perdió. La máquina había sido derrotada en 14 jugadas.
En noviembre de 1992 David Bronstein  se enfrenta a la computadora de IBM Deep Thought. Las 18 partidas que conformaban el duelo se realizan en Palo Alto (California), Bronstein dispondría de 20 minutos para toda la partida y Deep Thought de 30 minutos. En esta ocasión el hombre perdió ante la máquina a la cual solo pudo ganar dos partidas. La estrategia que siguió fue el alejarse de la teoría.
David Bronstein aceptó muchos otros retos contra máquinas como la Rexchess y otras muchas más.

## Libros
- La lucha ajedrecística en la práctica: Lecciones del famoso Torneo de Candidatos de Zúrich de 1953, 1978, ISBN 978-0679130642
- 200 partidas abiertas, 1991, ISBN 978-0486268576
- The Modern Chess Self-Tutor, 1995, ISBN 978-1857441369
- El aprendiz de brujo, 1995, ISBN 978-1857441512
- Bronstein on the King's Indian, 1999, ISBN 978-1857442656
- Secret Notes, 2007, ISBN 978-3283004644